# Tombe de l'Empereur
De Tombe de l'Empereur is een Gallo-Romeinse grafheuvel bij Moxhe in de gemeente Hannuit in de Belgische provincie Luik. Ze ligt op het grondgebied van deelgemeente Villers-le-Peuplier aan de weg de Chaussée Romaine, een oude Romeinse weg, thans de N69.
De tumulus werd in 1975 samen met haar omgeving beschermd als monument en als landschap.

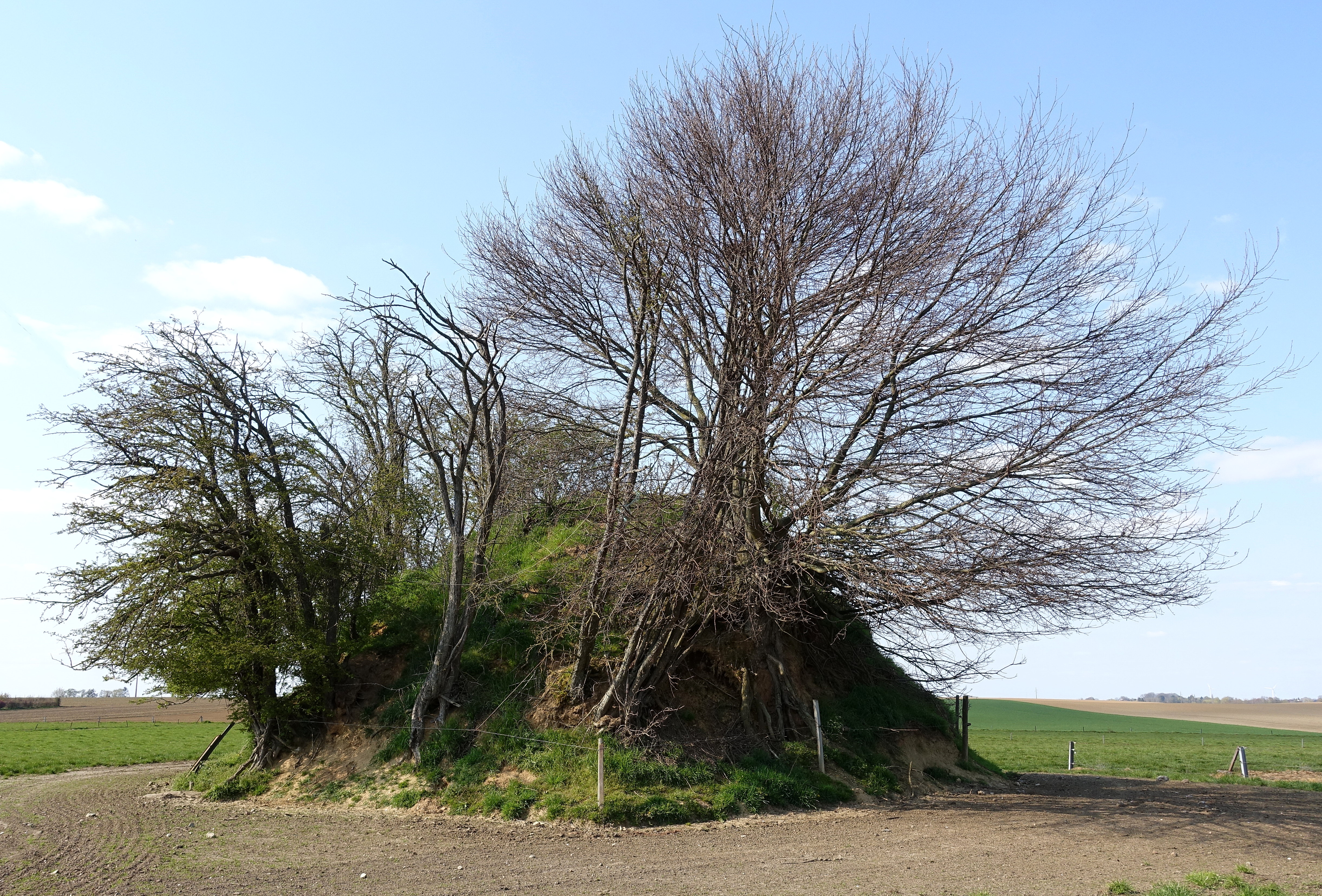
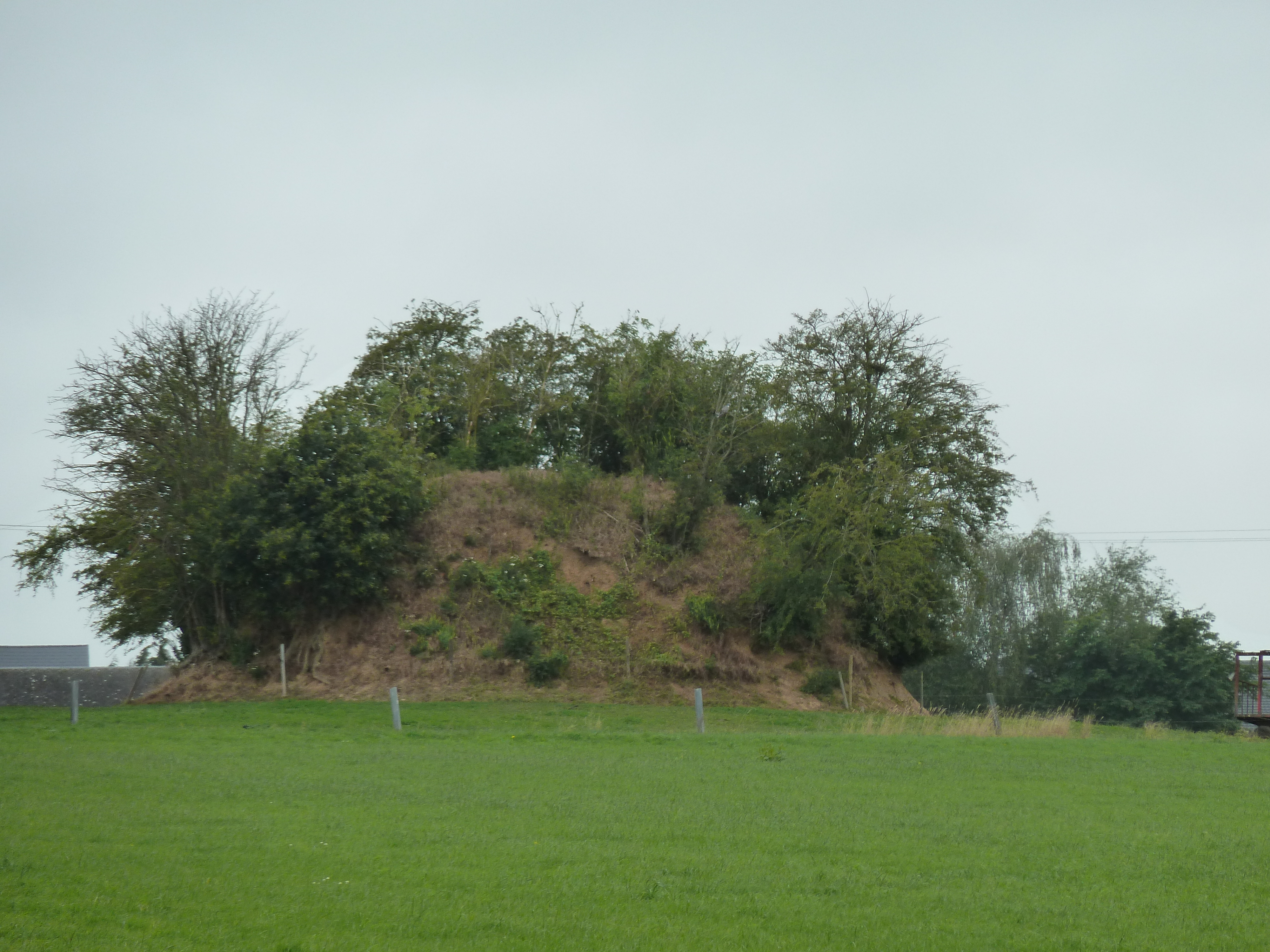
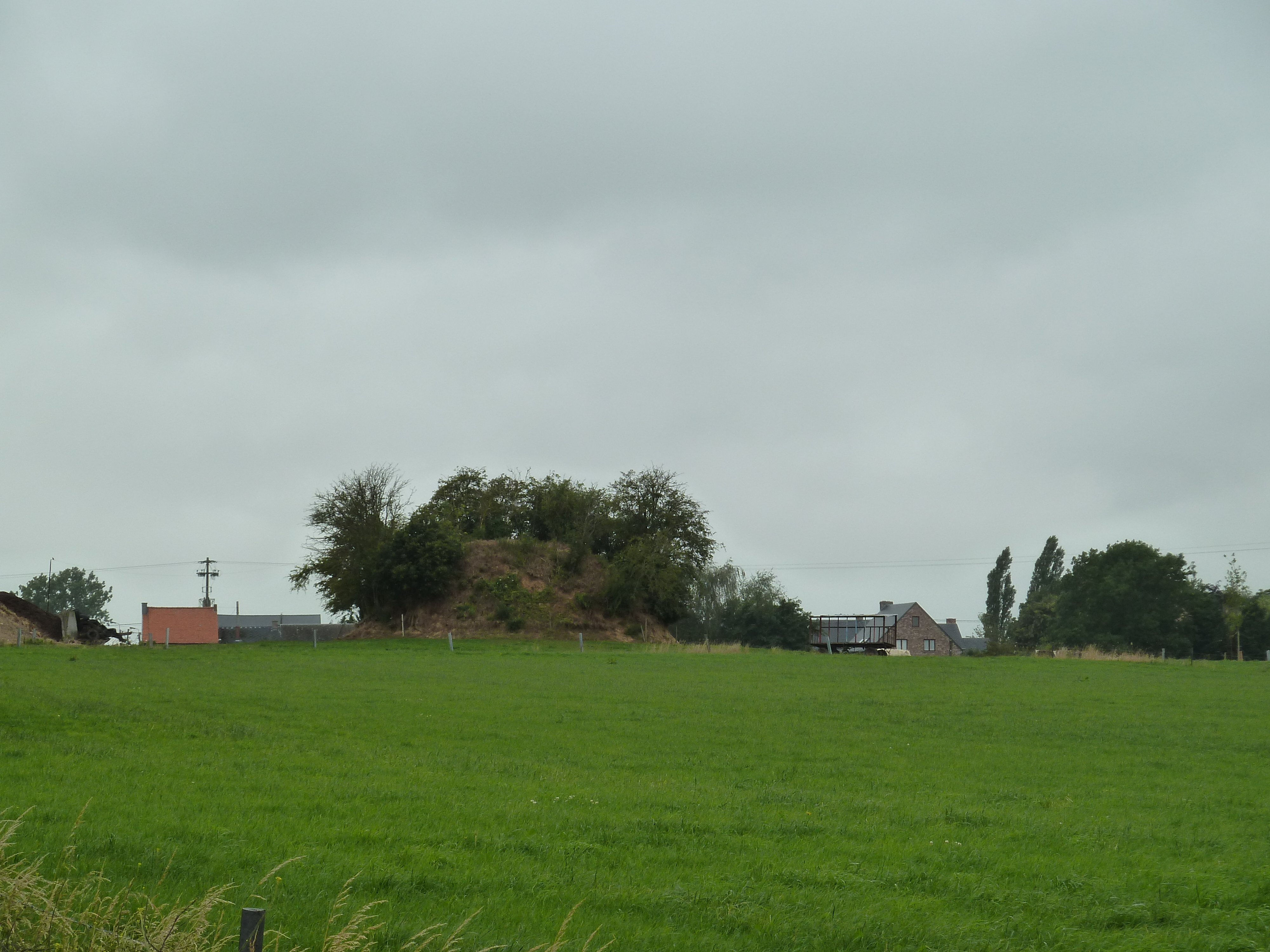
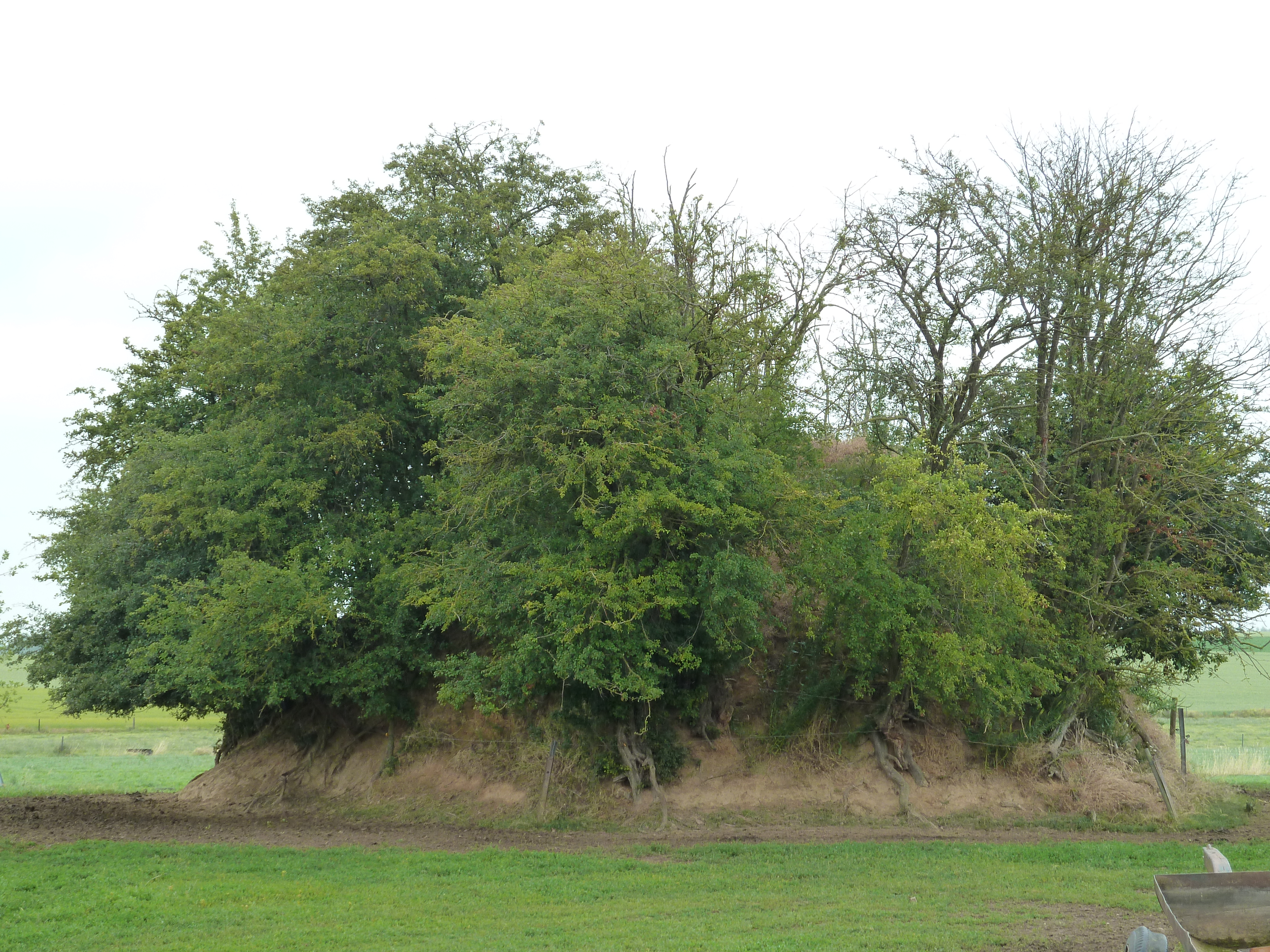